# Khoa học thông tin lượng tử
Khoa học thông tin lượng tử là một ngành học có tính liên ngành trong đó nhà nghiên cứu theo đuổi việc hiểu biết quá trình phân tích, gia công và truyền tải thông tin dựa vào các nguyên lí của Cơ học lượng tử. Ngành học này bao hàm các nghiên cứu về Khoa học thông tin và hiệu ứng lượng tử trong Vật lí. Khoa học thông tin lượng tử đặt ra các vấn đề lí thuyết về mô hình tính toán và các đề tài thực nghiệm trong Vật lí lượng tử, bao gồm điều gì có thể và không thể thực hiện với thông tin lượng tử. Trong đời sống, thuật ngữ Lí thuyết thông tin lượng tử cũng được dùng, nhưng nó lại thất bại trong việc bao hàm các hoạt động nghiên cứu thực nghiệm và có thể bị nhầm lẫn với một phân ngành của chính Khoa học thông tin lượng tử.

## Các nghiên cứu khoa học và kĩ thuật
Việc nắm bắt các khái niệm cơ bản như viễn tải lượng tử hay rối lượng tử và việc sản xuất phần cứng của siêu máy tính lượng tử cần một kiến thức khái quát về vật lí lượng tử và kĩ thuật. Từ thập niên 2010, con người đã có những tiến bộ đáng kể trong việc chế tạo máy tính lượng tử, khi mà các công ti lớn như Google hay IBM đã đầu tư mạnh vào việc nghiên cứu phần cứng của loại máy tính mới mẻ này. Đến đầu thập niên 2020, việc chế tạo máy tính lượng tử có dung lượng lớn hơn 100 qubit đã trở nên khả thi. Tuy nhiên, do sự thiếu thốn vật liệu phù hợp nên tỉ lệ lỗi của máy tính lượng tử sơ khai là rất lớn.
Tuơng tự các loại máy tính trước đây, máy tính lượng tử cũng rất cần ngôn ngữ lập trình. Các loại ngôn ngữ lập trình cho máy tính lượng tử phổ biến là Qiskit, Cirq, Q Sharp.

### Sách Anh văn
- Nielsen, Michael A.; Chuang, Isaac L. (tháng 6 năm 2012). Quantum Computation and Quantum Information (ấn bản thứ 10). Cambridge: Cambridge University Press. ISBN 9780511992773. OCLC 700706156.